# Зеленчук непарный
Зеленчук непарный (лат. Chrysochraon dispar) — вид прямокрылых насекомых из семейства саранчовых (Acrididae).

## Описание
Самец достигает 16-19 мм, а самка 22-30 мм в длину. Размах крыльев самца 9-11 мм, а самки 6,5-7 мм. 

## Место обитания
Живёт в местах где много злаковых, или мятликовых (Gramíneae, или Poáceae) растений, например, влажные луга и луга. 

## Питание
Питается растениями из семейства злаков. 

## Подвиды
Вид включает 9 подвидов:   
- Chrysochraon dispar decurtatum (Herrich-Schaffer, 1840)
- Chrysochraon dispar dispar (Germar, 1831)
- Chrysochraon dispar giganteus Harz, 1975
- Chrysochraon dispar gracilis (Fischer-Waldheim, 1846)
- Chrysochraon dispar longipteron Yin, X., 1982
- Chrysochraon dispar macroptera Chopard, 1922
- Chrysochraon dispar major Uvarov 1925
- Chrysochraon dispar orientalis Dirsh, 1929
- Chrysochraon dispar smilacea (Fischer-Waldheim, 1846)

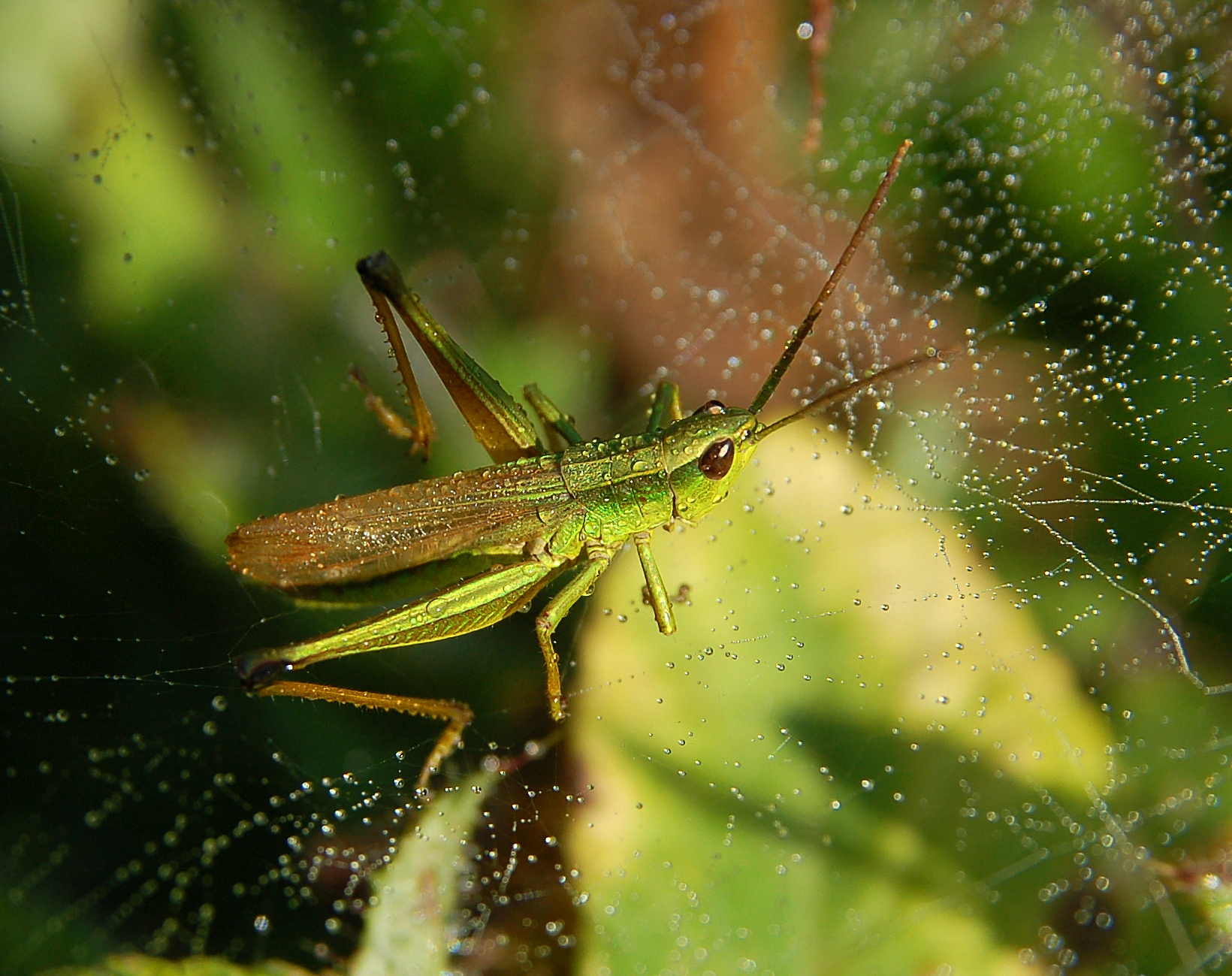
Самец